# Тилли, Чарльз
Чарльз Ти́лли (англ. Charles Tilly; 27 мая 1929, Ломбард, Иллинойс — 29 апреля 2008[…], Бронкс, Нью-Йорк) — американский социолог, политолог и историк, один из ведущих представителей исторической социологии. Автор книг об отношении политики и общества, в частности, о социальных движениях. Занимался проблемой происхождения, возникновения и формирования национальных государств в широкой исторической перспективе — от раннего средневековья до эпохи Нового времени и современного капитализма.
Доктор философии (1958). Именной профессор Колумбийского университета. Член Национальной академии наук США (1981) и Американского философского общества.

## Биография
Родился в городе Ломбард — недалеко от Чикаго. Окончил среднюю школу Элмхерста, после которой окончил Гарвард. Он был старшим из 5 детей, все они впоследствии получили какое-либо специальное или высшее образование. Отец был простым клерком.
Учился также в Оксфордском университете. В колледже увлекался поэзией. Не любил историю и не планировал становиться социологом, но когда записался на курсы Джорджа Хоманса, заинтересуется социологией. Подрабатывал ночным сторожем, лаборантом, подсобным рабочим. Степень бакалавра получил в 1950 году в Гарварде.
Во время Корейской войны служил в военно-морском флоте США в качестве казначея десантной эскадры.
Защитил Ph.D. по социологии в Гарварде в 1958 году. Преподавал в университетах Делавэра, Гарвардском, Торонто, Мичигана и в Новой школе социальных исследований. В Колумбийском университете был профессором социологии имени Джозефа Л. Баттенвайзера (англ. Joseph L. Buttenwieser Professor of Social Science). За свою карьеру написал более 600 статей, 51 книгу и монографию.
Был членом Американской академии искусств и наук, Социально-Исследовательской организации (National Research Association) и Ордена Академических пальм.
Научная деятельность затрагивает множество тем в социальных науках, таких как история и политика. Сыграл большую роль в развитии исторической социологии, повлиял на развитие вычислительных методов в историческом анализе.
Жена Louise — историк, в браке они имели четверых детей. Младший брат Ричард — экономический историк. Вместе с женой и братом Чарльз Тилли написал книгу «Мятежный век» (англ. The Rebellious Century).

## Избранная библиография
- The Vendée: A Sociological Analysis of the Counter-revolution of 1793. (1964) (Вандея: Социологический анализ контрреволюции 1793 года)
- «Clio and Minerva.» (Клио и Минерва) pp. 433-66 в журнале Theoretical Sociology, под редакцией John McKinney и Edward Tiryakian. (1970)
- «Collective Violence in European Perspective.» (Коллективное насилие в европейской перспективе) pp. 4-45 в сборнике Violence in America, под редакцией Hugh Graham и Tedd Gurr. (1969)
- «Do Communities Act?» (Действуют ли сообщества?) Sociological Inquiry 43: 209-40. (1973)
- An Urban World. (Урбанистический мир) (ред.) (1974).
- The Formation of National States in Western Europe (Формирование национальных государств в Западной Европе) (ред.) (1975)
- Charles Tilly, Louise Tilly, Richard H. Tilly The Rebellious Century: 1830—1930, Harvard: Harvard University Press. (1975)
- From Mobilization to Revolution (1978)
- As Sociology Meets History (Где социология встречает историю) (1981)
- Big Structures, Large Processes, Huge Comparisons (Большие структуры, огромные процессы, грандиозные сравнения) (1984)
- War Making and State Making as Organized Crime, In Bringing the State Back In, edited by Peter Evans, et al., 169-87. Cambridge, UK: Cambridge University Press, 1985.
  - Тилли Ч. Война и строительство государства как организованная преступность
- Coercion, Capital, and European States, AD 990—1990 (1990)
- Coercion, Capital, and European States, AD 990—1992 (1992)
- European Revolutions, 1492—1992 (Европейские революции) (1993)
- Cities and the Rise of States in Europe, A.D. 1000 to 1800 (Города и возникновение государства в Европе) (1994)
- Roads from Past to Future (Дороги из прошлого в будущее) (1997)
- Work Under Capitalism (Труд при капитализме) (в соавторстве с Chris Tilly, 1998)
- Social Movements, 1768—2004 (Социальные движения) (2004)
- Democracy (2007)

### Переводы на русский язык
- Тилли Ч. Демократия. — М.: Институт общественного проектирования, 2007. — 263 с. — ISBN 978-5-903464-02-9.
- Тилли Ч. Принуждение, капитал и европейские государства. 990 — 1992 гг.. — М.: Территория будущего, 2009.
- Тилли Ч. Борьба и демократия в Европе, 1650—2000 гг. / пер. с англ. под науч. ред. В. В. Анашвили. — М.: Издательский дом НИУ ВШЭ, 2010. — 388 с. — (Политическая теория). — ISBN 978-5-7598-0734-6.
- Тилли Ч. От мобилизации к революции / пер. с англ. Д. Карасева. — М.: Издательский дом Высшей школы экономики, 2019. — 432 с. — (Социальная теория). — ISBN 978-5-7598-1527-3.

Статьи
- Тилли Ч. Интервью с Чарльзом Тилли // Экономическая социология : журнал. — 2009. — Т. 10, № 2. — С. 7-11. — ISSN 1726-3247.